# Niltava sundara
La niltava sundara, també anomenada niltava panxa-rogenca (Niltava sundara) és una espècie d'ocell de la família Muscicapidae. Es troba als Himàlaies, concretament a Bangladesh, Bhutan, Xina, l'Índia, Laos, Myanmar, el Nepal, el Pakistan, i Tailàndia. Viu en boscos tropicals i subtropicals humits, també en terres baixes i boscos de muntanya. El seu estat de conservació es considera de risc mínim.
Tot i el seu nom en anglès «rufous-bellied niltava», no s'ha de confondre amb la niltava ventre-rogenca (N. oatesi), tàxon que el 2021 es segmentà oficialment de la niltava de Taiwan (N. vivida) pel Congrés Ornitològic Internacional.

## Taxonomia
L'espècie va ser anomenada així per Hodgson l'any 1837, a partir d'un espècimen procedent del Nepal. Se n'han reconegut tres subespècies:
- N. s. whistleri Ticehurst, 1926. Localitzada al nord-oest de l'Himàlaia, el nord del Pakistan i el nord de l'Índia (Uttarakhand).
- N. s. sundara Hodgson, 1837. Descrita al centre i est de l'Himàlaia, al Nepal, al sud de la Xina, Myanmar i el nord-est de Bangladesh, on no hi nia.
- N. s. denotata Bangs & J. C. Phillips, 1914. Viu a l'est de Birmània, sud de la Xina, probablement al nord-oest del Vietnam i a Tailàndia i a Indoxina, on no hi nia.

## Característiques
És una espècie és molt semblant a altres espècies muscicàpides, com ara la N. macgrigoriae, amb una coloració i un patró gairebé idèntic a les parts superiors, però el niltava panxa-rogenc té la part inferior de color taronja (la N. macgrigoriae la té gris blavosa). El niltava panxa-rogenc viu en zones de vegetació en boscos tropicals humits, incloent-hi boscos de muntanya baixa, mixta i secundària de tot l'Himàlaia. Tal com és típic entre els muscicàpids, aquesta espècie és principalment insectívora (generalment formigues, escarabats i escarabèids) i també consumeix fruita. Construeix un niu de copa oberta amagada en vegetació densa, on pon de 3 a 4 ous per posta que la femella incuba tota sola; tant mascle com femella cuiden i alimenten, principalment amb insectes, els polls un cop han nascut. El mascle rep el color de les plomes a partir d'una combinació de pigments i colors estructurals. Els punts de color taronja provenen de colorants a base de pigments, creats per un grup de pigments coneguts com a carotenoides. Els carotenoides són produïts per plantes, i són adquirits pels ocells de l'espècie menjant i emmagatzemant els pigments fins a la muda, moment en què els carotenoides es col·loquen dins l'estructura orgànica de les noves plomes. El blau és una combinació de colorants estructurals basats en pigments. El blau fosc de les parts superiors de l'ocell és el resultat de petits compartiments a l'interior de les barbes de plomes que dispersen la llum entrant, produint el color blau. La ploma en sí conté pigments (melanina) que reforcen l'estructura de les plomes i aprofundeixen la coloració blava.

### Dimorfisme sexual
Es tracta d'una espècie amb un fort dimorfisme sexual, on la femella presenta la part superior de color marró i la corona i el clatell de color gris; les ales són vermelloses amb ratlles blanques mentre que la cua és vermellosa. Les parts inferiors de la femella són de color verd oliva grisenc. També presenten una petita banda blanca al coll, incompleta però bastant notable, amb dos petits punts de color blau a cada extrem de la banda. El mascle, en canvi, com s'ha dit anteriorment presenta colors blaus i taronges.

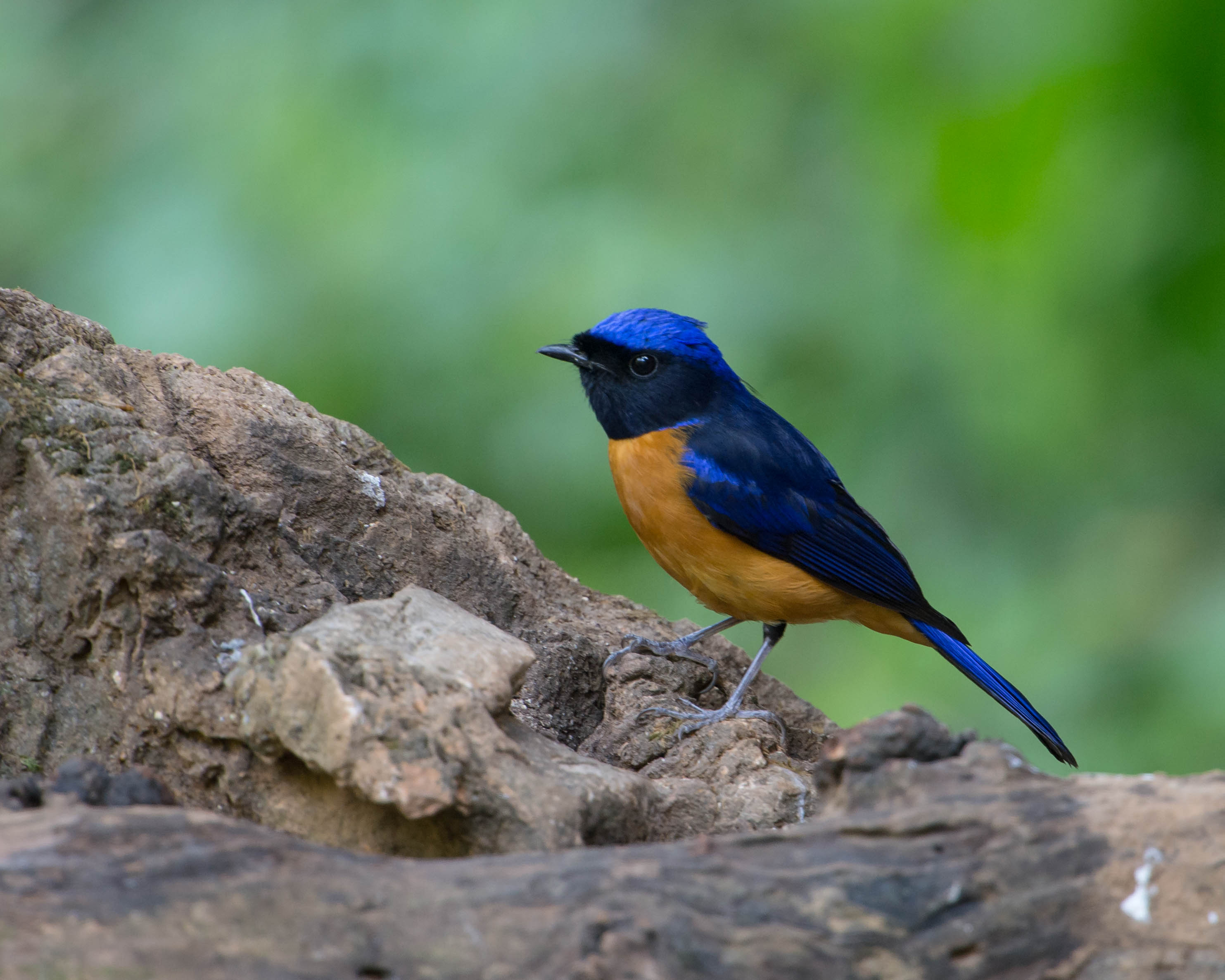
Mascle
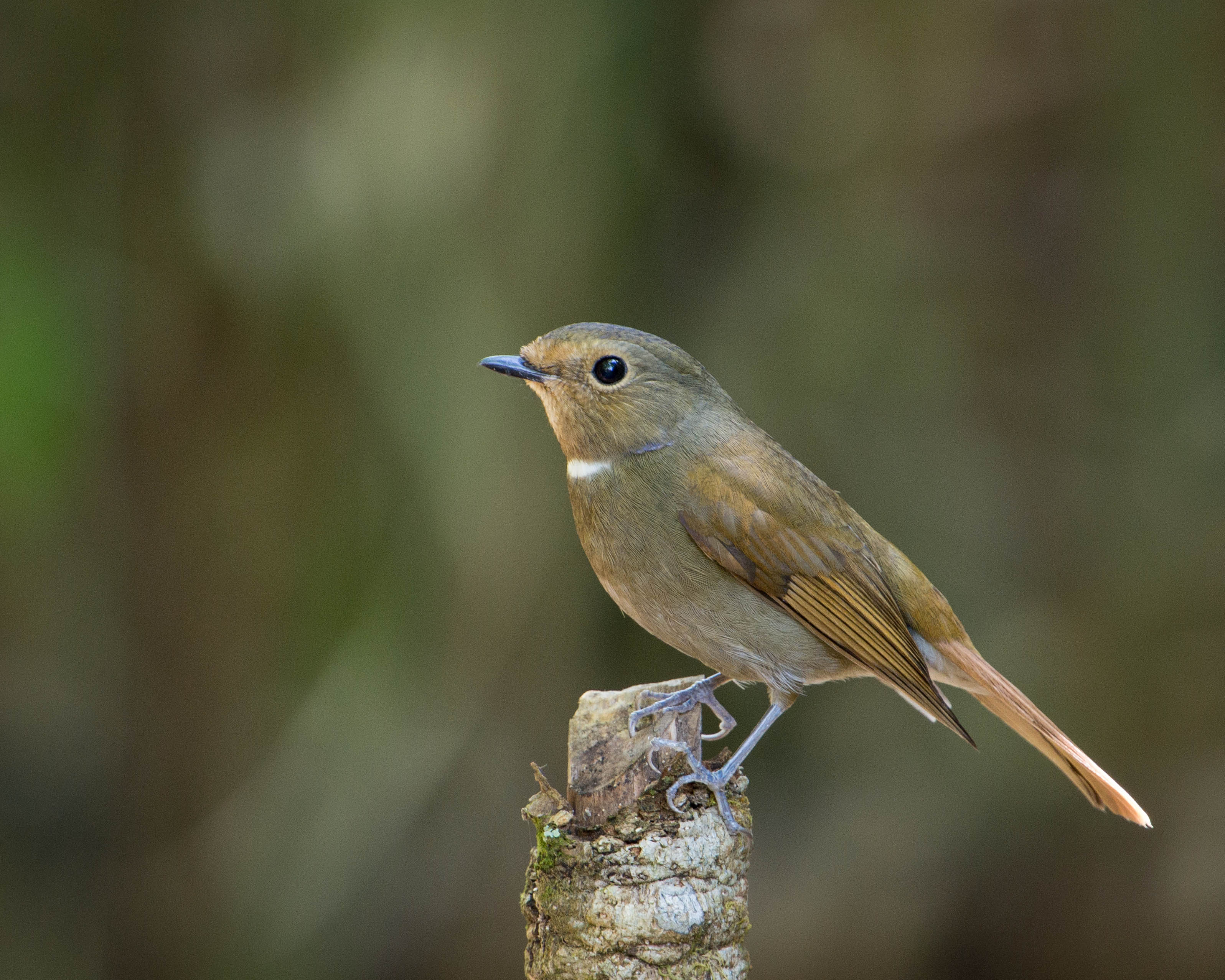
Femella

## Estat de conservació
Aquesta espècie presenta una àmplia distribució geogràfica, i malgrat que no s'ha quantificat la població total, es creu que està disminuint. La disminució d'exemplars no és prou ràpida ni massiva per a ser preocupant; això sumat a la gran distribució geogràfica fa que es pugui classificar l'espècie com a espècie amb risc mínim.